# ساعي البريد (فلم 1977)
ساعي البريد هو فيلمٌ سوريٌ أُنتج عام 1977.

## قصة الفيلم
وليد (وليد توفيق)، وسرحان (محمود جبر) يحبّان فتاتين. الأول يحب ليلى (صباح الجزائري)، والثاني يحب سمر (نبيلة كرم). والد ليلى يرفض تزويجها من وليد. في حين يرغب أهل سمر أن يزوجوها برجلٍ غنيٍ.

## وصلات خارجية
- مقالات تستعمل روابط فنية بلا صلة مع ويكي بيانات